# Kyrylo Petrov
Kyrylo Valentynovyč Petrov (in ucraino Кирилo Валентинович Петров?; Kiev, 22 giugno 1990) è un calciatore ucraino, difensore del Korona Kielce.

## Carriera
Nel 2009 è stato proclamato golden boy del Campionato europeo di calcio Under-19.

## Palmarès

### Club

#### Competizioni nazionali
- Supercoppa d'Ucraina: 1

Dinamo Kiev: 2007

### Nazionale
- Campionato d'Europa Under-19: 1

2009

### Individuale
- Miglior giocatore degli Europei Under-19: 1

Ucraina 2009